# Subisotoma navacerradensis
Subisotoma navacerradensis is een springstaartensoort uit de familie van de Isotomidae. De wetenschappelijke naam van de soort is voor het eerst geldig gepubliceerd in 1962 door Selga.